# وارن پتانس
وارن پتانس (انگلیسی: Warren Potent؛ زادهٔ ۷ آوریل ۱۹۶۲) ورزشکار ورزش تیراندازی اهل استرالیا است.
وی در مسابقات کشوری و بین‌المللی در مجموع برندهٔ ۳ مدال طلا، ۱ مدال نقره، ۲ مدال برنز شده‌است.